# Meridià 159 a l'oest
El meridià 159 a l'oest de Greenwich és una línia de longitud que s'estén des del pol Nord travessant l'oceà Àrtic, Amèrica del Nord, l'oceà Pacífic, Oceania, l'oceà Antàrtic, i l'Antàrtida fins al pol Sud.
El meridià 159 a l'oest forma un cercle màxim amb el meridià 21 a l'est. Com tots els altres meridians, la seva longitud correspon a una semicircumferència terrestre, uns 20.003,932 km. Al nivell de l'Equador, és a una distància del meridià de Greenwich de 17.697 km.

## De Pol a Pol
Començant en el pol Nord i dirigint-se cap al pol Sud, aquest meridià travessa:
| Coordenades                               | País, territori o mar | Notes |
| ----------------------------------------- | --------------------- | --- |
| 90° 0′ N, 159° 0′ O / 90.000°N,159.000°O  | Oceà Àrtic            | |
| 71° 31′ N, 159° 0′ O / 71.517°N,159.000°O | Mar dels Txuktxis     | |
| 70° 53′ N, 159° 0′ O / 70.883°N,159.000°O | Estats Units          | Alaska — Point Franklin |
| 70° 52′ N, 159° 0′ O / 70.867°N,159.000°O | Mar dels Txuktxis     | Badia de Peard |
| 70° 48′ N, 159° 0′ O / 70.800°N,159.000°O | Estats Units          | Alaska |
| 58° 25′ N, 159° 0′ O / 58.417°N,159.000°O | Mar de Bering         | Badia de Bristol |
| 56° 50′ N, 159° 0′ O / 56.833°N,159.000°O | Estats Units          | Alaska — Península d'Alaska |
| 55° 53′ N, 159° 0′ O / 55.883°N,159.000°O | Oceà Pacífic          | Passa a l'est de l'illa Chiachi, Alaska, Estats Units (a 55° 50′ N, 159° 5′ O / 55.833°N,159.083°O) · Passa a l'oest de l'illa Mitrofania, Alaska, Estats Units (at 55° 49′ N, 158° 53′ O / 55.817°N,158.883°O) · Passa a l'est de l'illa Simeonof, Alaska, Estats Units (a 54° 55′ N, 159° 11′ O / 54.917°N,159.183°O) · Passa a l'est de l'illa Kauai, Hawaii, Estats Units (a 22° 8′ N, 159° 18′ O / 22.133°N,159.300°O) · Passa a l'oest de l'atol Manuae atoll, Illes Cook (a 19° 15′ S, 158° 57′ O / 19.250°S,158.950°O) |
| 60° 0′ S, 159° 0′ O / 60.000°S,159.000°O  | Oceà Antàrtic         | |
| 77° 54′ S, 159° 0′ O / 77.900°S,159.000°O | Antàrtida             | Dependència de Ross, reclamat per Nova Zelanda |